# Jupa, Caraș-Severin
Jupa este un sat ce aparține municipiului Caransebeș din județul Caraș-Severin, Banat, România.

## Complexul arheologic

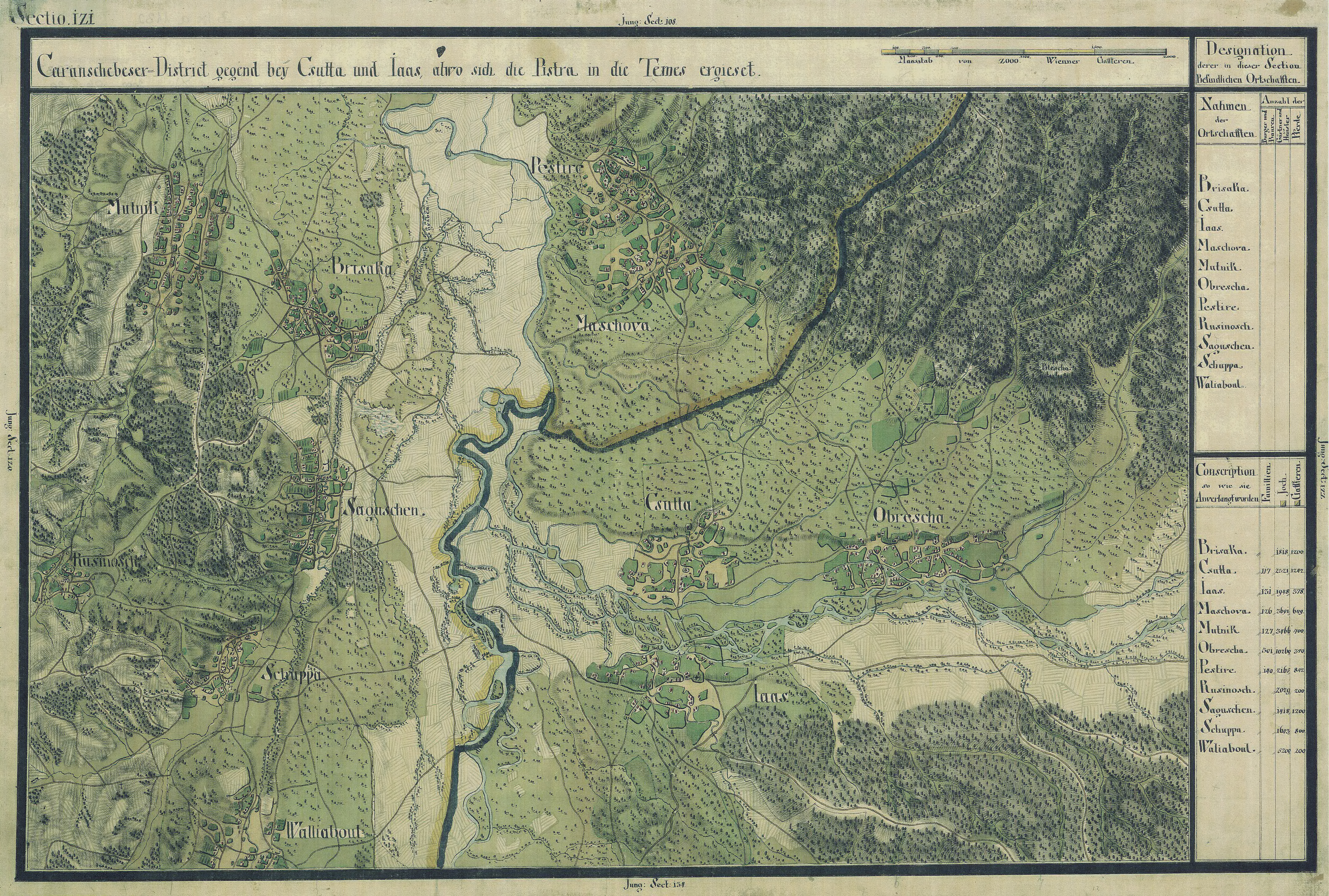
Jupa în Harta Iosefină a Banatului, 1769-72

La nord de sat, pe malul Timișului, sunt vizibile ruinele unor construcții importante și ale unor ateliere din castrul roman și din așezarea civilă romană Tibiscum. 
Aici a existat o biserică (ale cărei ruine încă se mai văd) menționată de Impăratul Vasile al II-lea Bulgaroctonul, în anul 1019, intr-un document privind reorganizeazarea patriarhiei romano-bizantine de la Ohrida; printre eparhii apare și cea identificată cu Tibiscum 
Așezările romane de aici au fost și rămân cele mai importante vestigii ale antichității clasice din Banat.